# Hoplistomerus oldroydi
Hoplistomerus oldroydi är en tvåvingeart som beskrevs av Jason Gilbert Hayden Londt 2007. Hoplistomerus oldroydi ingår i släktet Hoplistomerus och familjen rovflugor.
Artens utbredningsområde är Kenya. Inga underarter finns listade i Catalogue of Life.